# Nądnia

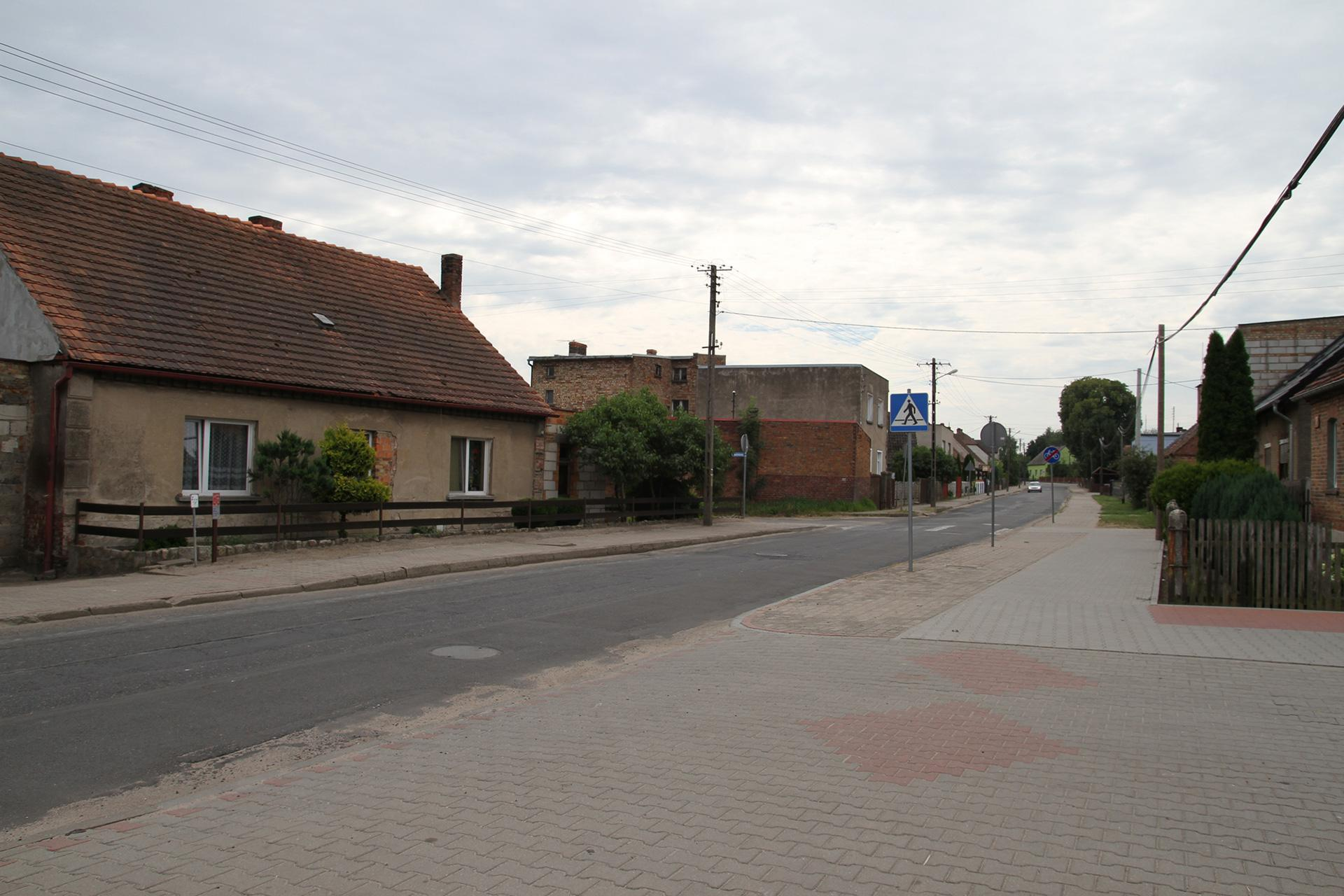
Dorfstraße in Nądnia

Nądnia [ˈnɔndɲa] (deutsch Nandel) ist ein Dorf in der Woiwodschaft Großpolen, im Powiat Nowotomyski, in der Gemeinde Zbąszyń. Der Ort liegt an einem See 5 Kilometer südwestlich von Zbąszyń und 21 Kilometer südwestlich von Nowy Tomyśl. Das erste Mal wurde das Dorf im Jahre 1311 schriftlich erwähnt.
Im Mittelalter entwickelte sich der Ortsname wie folgt:
- 1329 Nanden
- 1335 Nandne
- 1403 Nandno
- 1420 Nyando
- 1424 Nyundna
- 1452 Nyądna
- 1510 Nadnenye
- 1530 Nądnye